# Ряпино (Красноярский край)
Ряпино — упразднённая деревня в Абанском районе Красноярского края России. На момент упразднения входила в состав Самойловского сельсовета. Упразднена не позднее 1972 года.

## География
Располагалась в восточной части Красноярского края, на западной окраине болота Ломовое, в истоке безымянного ручья притока реки Абан), на расстоянии приблизительно 7 километров (по прямой) к северо-востоку от села Самойловка.

## Название
Название деревни, скорее всего произошло от названия города Ряпина в Эстонии.

## История
Основана в 1900 году переселенцами из Лифляндской губернии.
По данным на 1926 год деревня Ряпина состояла из 37 хозяйств, имелась школа 1-й ступени. В административном отношении входила в состав Самойловского сельсовета Абанского района Канского округа Сибирского края.
Последний раз отмечена в справочнике административно-территориального деления Красноярского края за 1972 год.

## Население
По данным переписи 1926 года в деревне проживало 170 человек (91 мужчина и 79 женщин), основное население — эстонцы.